# Mar de Màrmara
La mar de Màrmara (en turc: Marmara Denizi; en grec: Θάλασσα του Μαρμαρά, Thàlassa tu Marmarà), a l'antiguitat anomenada Propòntida (grec antic: Προποντίς, llatí: Propontis) és una mar continental molt tancada que connecta la mar Negra amb la mar Egea i que alhora separa la part asiàtica de Turquia de la part europea. El Bòsfor la connecta amb la mar Negra, i els Dardanels amb l'Egea. El primer d'aquests dos estrets també separa les parts europea i asiàtica de la ciutat d'Istanbul. Té una superfície d'11.350 km². Pren el nom de l'illa de Màrmara, la més gran d'aquesta mar.
Dins la mar hi ha dos grups principals d'illes coneguts com les illes dels Prínceps o Kızıl Adalar (turc Adalar, grup entre 13 i 20 km al sud-est d'Istanbul i a 5 km de la costa d'Anatòlia, amb les illes de Kınalı, Burgaz, Heybeli i Büyükada -la Gran Illa, antiga Prinkipo dels romans d'Orient i la clàssica Megale- i cinc menors), i les de Màrmara (prop de la península Kapıdağı, amb Màrmara, Avşa o Türkeli, Pashalimanı i altres menors). Aquest darrer arxipèlag és ric en marbre i és el que ha donat nom a la mar (màrmaro és el nom grec del marbre). Una illa menor separada és la d'Imralı a l'entrada del golf de Gemlik.
La falla del nord d'Anatòlia, que ha provocat diversos terratrèmols importants en els darrers anys, com el d'Izmit del 1999, transcorre sota la mar de Màrmara.

## Nom
La mar de Màrmara rep el nom de l'illa més gran del seu costat sud, que s'anomena illa de Màrmara perquè és rica en marbre (en grec antic: μάρμᾰρον, mármaron 'marbre').
A l'antiguitat clàssica rebia el nom de Propòntida (grec antic: Προποντίς, llatí: Propontis), que deriva dels mots grecs pro- ('davant'), i pontos, que habitualment significa 'mar' però fa referència particularment al Pont Euxí o Mar Negra.

### Mitologia
En la mitologia grega, una tempesta a la Propòntida va portar els argonautes de tornada a una illa que havien deixat, precipitant una batalla en la qual Jàson o Hèracles van matar el rei Cízic, que els va confondre amb els seus enemics pelasgs.

## Geografia i hidrologia

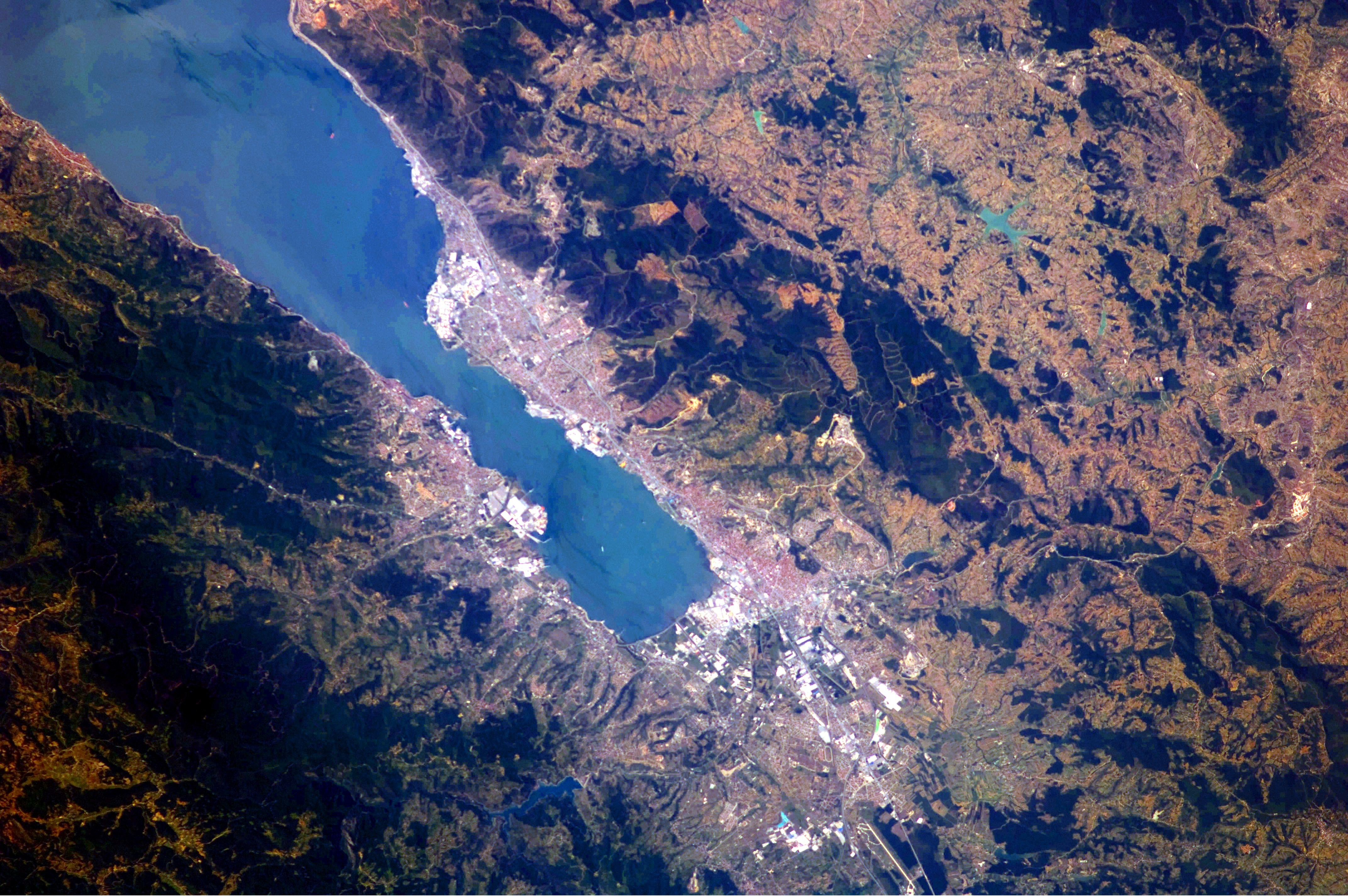
Imatge satèl·lit de l'àrea metropolitana d'İzmit, a la costa nord-est

La salinitat superficial del Màrmara és de mitjana unes 22 parts per mil, que és una mica més que la de la mar Negra, però només uns dos terços de la de la major part dels oceans. L'aigua és molt més salina al fons del mar, amb una salinitat mitjana d'unes 38 parts per mil, similar a la de la mar Mediterrània. Aquesta aigua salina d'alta densitat no migra a la superfície com també passa amb el mar Negre. L'aigua dels rius Susurluk, Biga (Granicus) i Gönen també redueix la salinitat del mar, encara que amb menys efecte que al mar Negre. Amb poca terra a Tràcia drenant cap al sud, gairebé tots aquests rius surten d'Anatòlia.

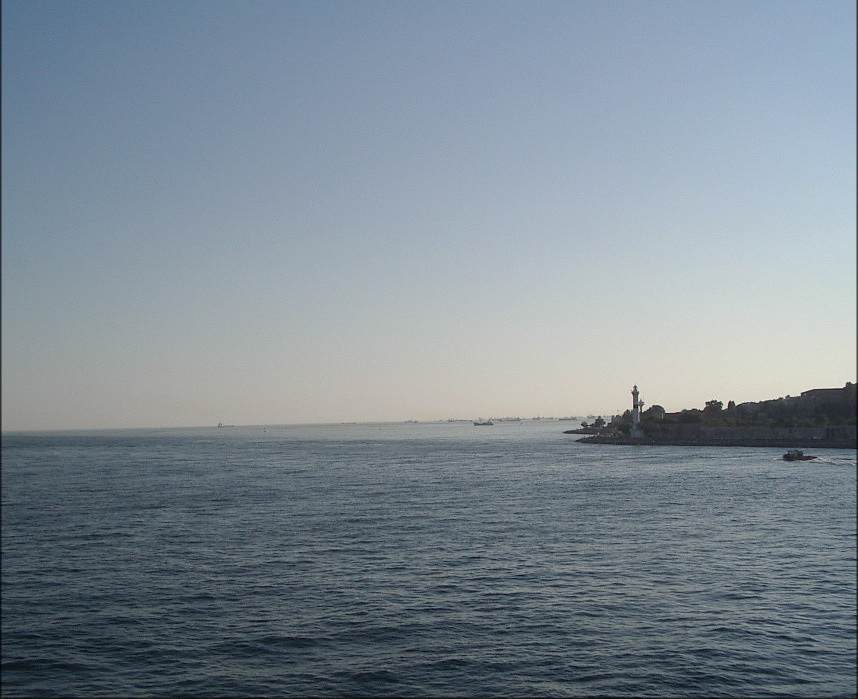
Bakirkoy, petit port a la mar de Màrmara, prop d'Istanbul

La costa sud del mar està molt sagnada i inclou el golf d'İzmit, el golf de Gemlik, el golf de Bandırma, i el golf d'Erdek.

### Geologia
El Mar de Màrmara ha patit un canvi constant de períodes geològics, especialment durant l'Edat del Gel, convertint-se en un llac i de vegades en un mar. Per exemple, durant el Miocè (fa uns 20 milions d'anys) el Mar de Màrmara formava part d'un mar més gran, juntament amb el Mar Negre, el Mar Caspi i un mar interior que s'estenia fins a Hongria. Quan s'examina el període geològic proper del mar, s'entén que fa 12.000 anys el nivell del mar era de -85 m i el Màrmara era un llac. El període en què el Màrmara es va convertir al mar per darrera vegada data de fa 6.500-7.000 anys. Durant aquest període, la inundació del Mar Negre va tenir lloc com a resultat que el Bòsfor es va omplir d'aigua. I el Mar de Màrmara va mediar a la pujada del nivell de l'aigua al Mar Negre, que és un llac, i la seva transformació a mar.

### Illes al mar de Màrmara

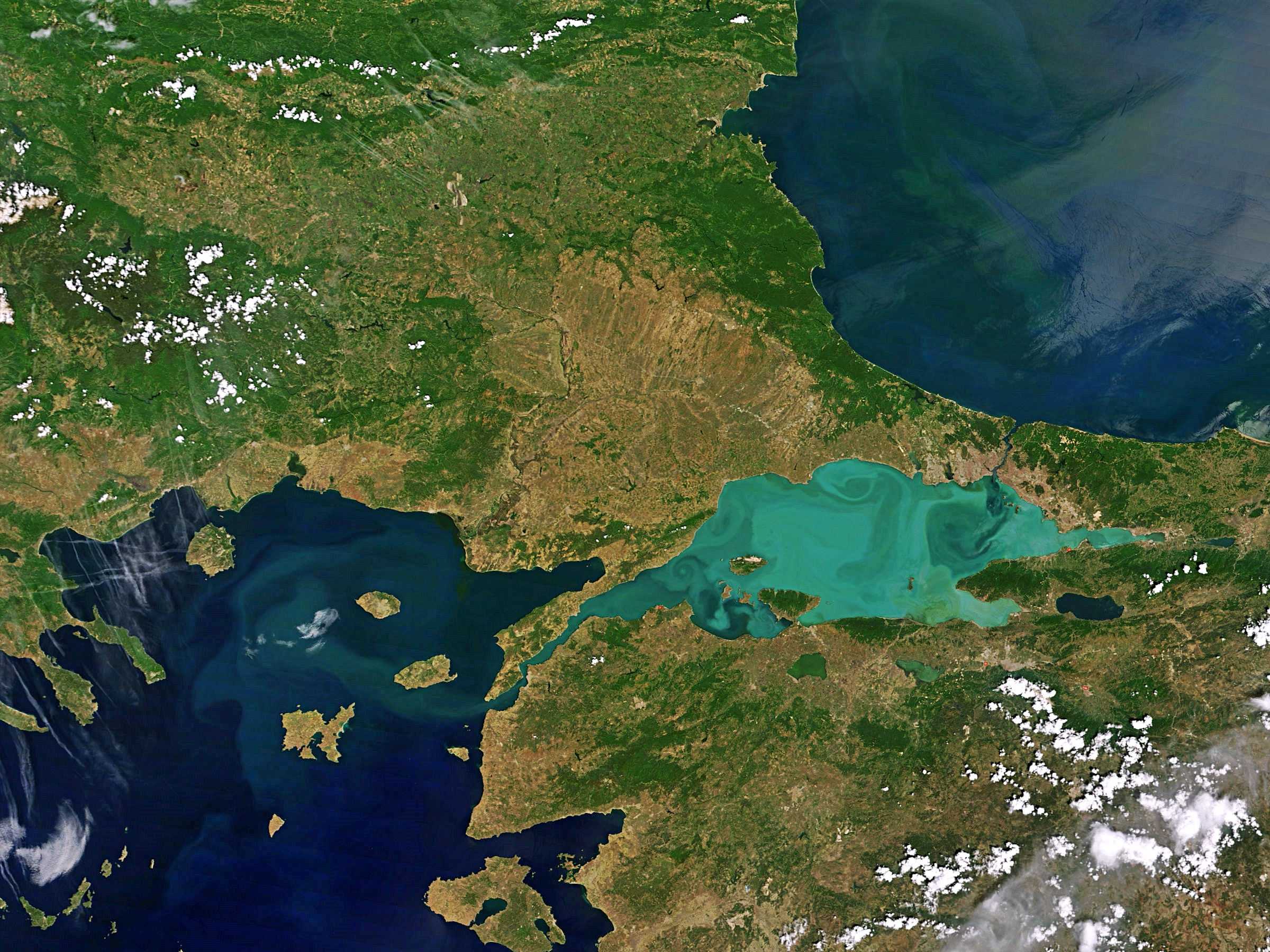
Imatge satèl·lit

Hi ha dos grups principals d'illes al mar de Màrmara. Al nord es troben les Illes dels Prínceps, un arxipèlag format per les illes habitades de Kınaliada, Burgazada, Heybeliada, Büyüyada i Sedef Adası i diverses illes deshabitades com Sivriada, Yassıada, Kaşıkadası i Tavşanadas. Les illes habitades són fàcilment accessibles amb ferri des de les costes europees i asiàtiques d'Istanbul i tot l'arxipèlag forma part de la conurbació.
Al sud es troben les illes Màrmara, un arxipèlag format per l'illa homònima de Màrmara i altres tres illes habitades - Avşa, Paşalimanı i Ekinlik-, així com per disset illes en gran part deshabitades, inclosa l'illa presó d'Imralı, el presoner més famós de la qual, des de 1999, ha estat el líder del PKK Abdullah Öcalan. Aquestes illes es troben a la província de Balıkesir i són més fàcilment accessibles des de Tekirdağ a Tràcia o Erdek a la riba sud del mar de Màrmara. A l'estiu, ferris addicionals viatgen a les illes Avşa i Màrmara des del centre d'Istanbul per facilitar el creixement del comerç turístic.
També hi ha algunes illes individuals en altres llocs del mar de Màrmara, com ara Koç Adası, al costat de Tuzla, que és propietat privada de la família d'industrials Koç.

### Mar interior de Turquia
Una altra característica interessant de la Mar de Màrmara és que la seva part central es troba a més de 12 milles nàutiques de la costa. Així, segons el dret marítim internacional, aquestes parts mitjanes queden fora de les aigües territorials turques. No obstant això, atès que no hi ha un altre estat riberenc i està envoltat per aigües territorials turques en totes direccions, tota la Mar de Màrmara està en aigües territorials turques. La raó principal d'això és que Turquia té la Mar de Màrmara com una mar interior com un dret antic reconegut pel dret internacional. La zona econòmica exclusiva prevista per a alta mar no és possible per a la Mar de Màrmara, donada la plena sobirania de l'Estat en la mar territorial.

### Extensió
L'Organització Hidrogràfica Internacional defineix els límits del mar de Màrmara de la següent manera:
A l'oest. El límit dels Dardanels de la mar Egea [Una línia que uneix Kum Kale (26°11'E) i el cap Helles ].
Al nord-est. Una línia que uneix el cap Rumili amb el cap Anatoli (41°13′N).

### Pobles i ciutats
Entre els pobles i ciutats de la costa del mar de Màrmara s'inclouen:
| Província d'Istanbul Istanbul Adalar Bakırköy Bostancı Kadıköy Kartal Kumkapı Maltepe Pendik Üsküdar Yeşilköy Zeytinburnu Büyükçekmece Kumburgaz Silivri Tuzla | Província de Balıkesir Bandirma Erdek Gönen Màrmara Província de Bursa Gemlik Karacabey Mudanya Província de Çanakkale Biga Gelibolu Lapseki | Província de Kocaeli Derince Eskihisar Gebze Gölcük Hereke İzmit (Pr. Cap) Karamürsel Körfez Província de Tekirdağ Marmara Ereğli Şarköy Tekirdağ (Pr. Cap) | Província de Yalova Altínova Armutlu Çiftlikköy Çınarcık Termal Yalova (Pr. Cap) |
| | | |                                                                                  |

## Història
Si s'ometen els estrets, el primer que s'esmenta històricament sobre el mar de Màrmara és l'expedició dels argonautes. En la història mitològica d'aquests mariners que van navegar al Mar Negre a la recerca del Velló d'or sota el lideratge de Jàson, els mariners també van visitar les costes de Màrmara. Durant el període hel·lenístic, atès que els estrets i el mar de Màrmara es trobaven a les rutes de migració dels peixos, la pesca va passar a primer pla a les ciutats costaneres. L'ús del motiu del peix a les monedes de ciutats com Bizanci n'és un exemple.
La Propòntida (Προποντίς, -ίδος, de pro, «abans/anterior» i Pontos, «mar») era el nom que els antics grecs van atorgar a aquesta mar, perquè els permetia accedir al Ponto Euxino (mar Negra). Les principals ciutats de la Propòntida eren Bizanci i Calcedònia, en l'estret del Bòsfor. Les regions banyades per aquesta mar eren, en la costa asiàtica, Mísia al sud i Bitínia al nord, i en la costa europea, Tràcia oriental.
Melville, l'autor de Moby Dick, explica que l'historiador romà d'Orient Procopi, que vivia a Constantinoble, va esmentar que una balena atacava als vaixells en la mar de Màrmara en el segle x. Un altre escriptor històric, Ahmet Mithat Efendi, en el seu llibre Sayyadane Bir Cevelan, esmenta ossos de balena penjats en les Muralles de Constantinoble. Esmenta que quan es va perdre l'abundància de la mar deguda als ossos extrets, el sultà va emetre una fàtua ordenant que es trobessin els ossos i es pengessin de nou.
La mar de Màrmara és rica en naufragis històrics. A part del port romà d'Orient, el Port de Teodosi i dels derelictes portuaris descoberts durant les excavacions de Màrmara i, hi ha molts altres derelictes que daten del segle vi al segle xiii en diferents parts de la mar. A part d'aquests, els naufragis de països otomans i estrangers que es remunten a la Primera Guerra Mundial són importants en termes d'història naval, ja que mostren les batalles lliurades en la Mar de Màrmara.
Alguns vaixells militars i civils enfonsats en el Màrmara durant el període otomà són:
- AE2, el primer submarí enemic que va entrar en el Màrmara. Aquest submarí australià va ser enfonsat pel creuer turc Sultan Hisarı enfront de Karaburun a Çanakkale.

- El cuirassat Barbaros Hayreddin va ser enfonsat pel submarí britànic E-11 enfront de Bolayır, Galípoli.

- El destructor Samsun va ser enfonsat pel submarí britànic E-11 el 14 d'agost de 1915.

- Ferri Bahrisefit, enfonsat pel submarí britànic E-2 el 19 d'agost de 1915 en el port de Erdek.

- El ferri Bitinye va ser enfonsat pel submarí britànic E-11 el 2 de juny de 1915 enfront de Akbaş.

- La canonera Nur ul Bahir (Nur-ek Bahir, Nurel Bahir) va ser enfonsada pel submarí britànic E-14 l'1 de maig de 1915.

- El ferri Seyhun va ser enfonsat pel submarí britànic E-11 enfront de Akbaş el 5 d'agost de 1915.

- Peleng-i Derya va ser enfonsat pel submarí britànic E-11 enfront de Bakırköy el 23 de maig de 1915.

- Guia Ferri

- El ferri Hünkar İskelesi va ser enfonsat pel submarí britànic E-11 enfront de Şarköy el 23 d'agost de 1915.

La falla del Nord d'Anatòlia, que ha provocat diversos dels terratrèmols més devastadors a Turquia, com el terratrèmol amb epicentre a İzmit el 1999, que discorre sota la mar de Màrmara.

## Economia

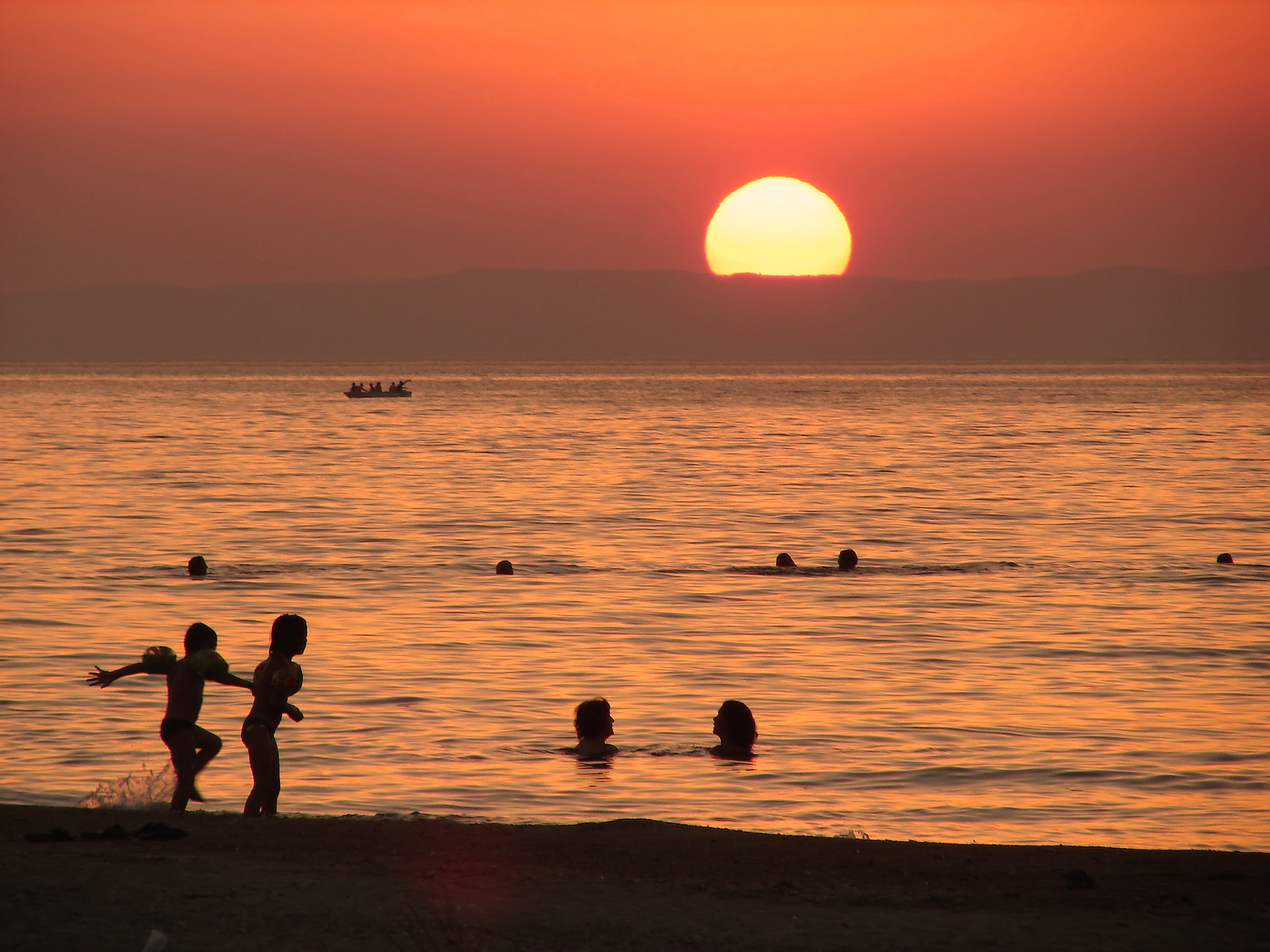
Posta de sol a l'illa Avşa.

La pesca ha estat una ocupació important en la mar de Màrmara des de l'antiguitat. El 2010, el peix capturat en la mar constituïa el 8,36% de la pesca de Turquia. No obstant això, avui dia, alguns factors com la sobrepesca i la contaminació amenacen les poblacions de peixos a Màrmara. El nombre d'espècies de valor comercial i la quantitat de peixos capturats presenten una tendència a la baixa. Segons dades de l'Institut Turc d'Estadística (TUIK) El 2009 es van capturar 31 mil tones de peix enfront de les 68 mil tones de peix capturades en el Màrmara el 2004.
Quant a la mineria, el primer jaciment de gas natural en les mars turques va ser trobat per TPAO en el camp de Màrmara Nord amb la perforació del pou Màrmara Nord-1 a 1.200 m de profunditat el 1988. El jaciment es troba a 5 km a l'oest de Silivri, a 2,5 km de la costa. La producció de gas natural en el jaciment de Màrmara Nord va començar el 1997.
Quant al turisme marítim, les costes de Silivri, Marmara Ereğlisi, Yalova i l'illa de Avşa han cobrat protagonisme dins de la regió.

## Problemes al mar de Màrmara

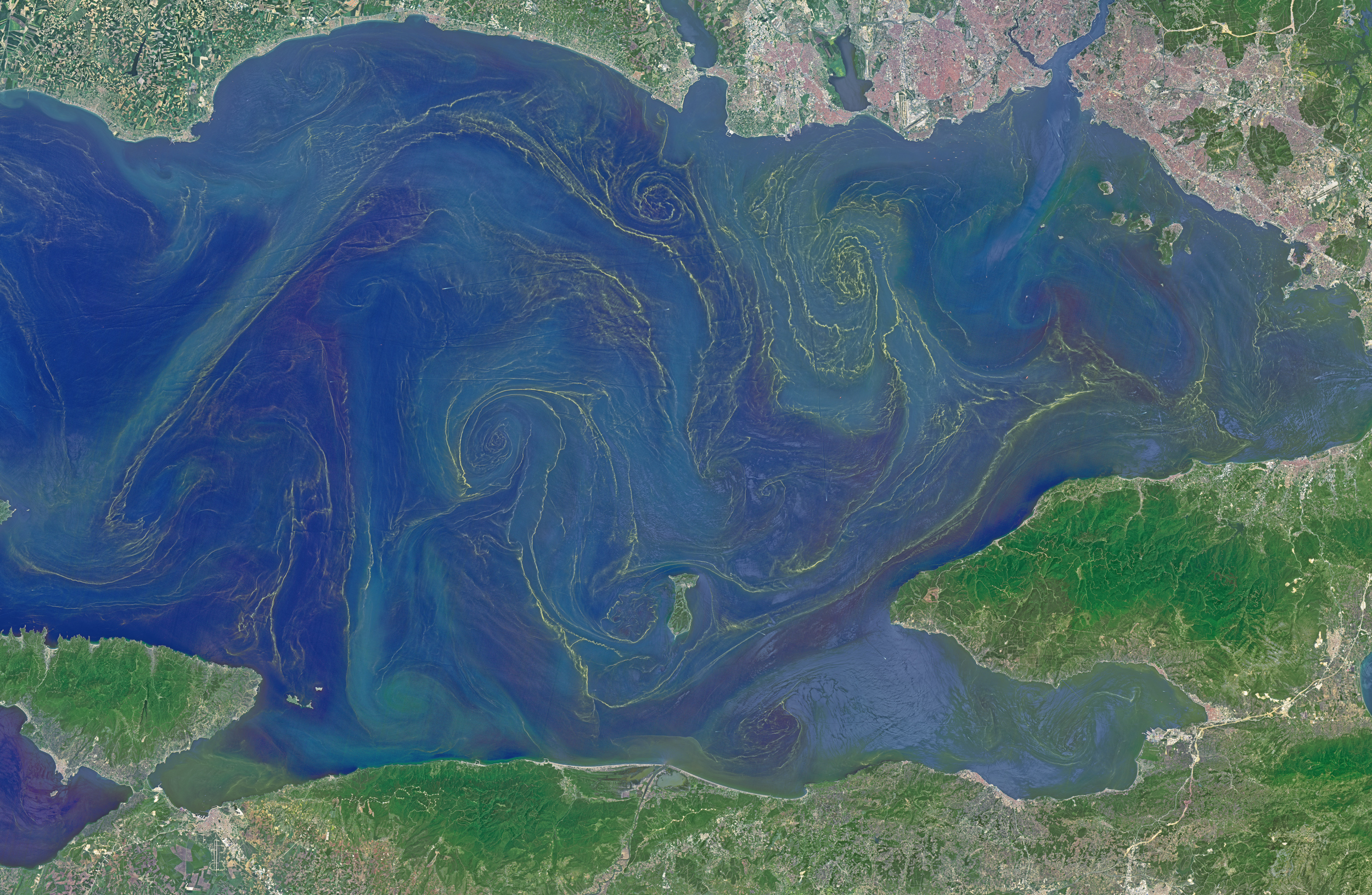
Flor d'aigua a la Mar de Màrmara

La falla d'Anatòlia del Nord passa sota el mar i ha provocat diversos terratrèmols importants, com els d’Izmit i Düzce a l'agost i novembre de 1999 respectivament. El terratrèmol de l'agost de 1999 es coneix comunament com el terratrèmol de Màrmara ja que el seu epicentre es trobava sota el mar i la majoria dels llocs més afectats pel terratrèmol i el tsunami posterior es trobaven al llarg de les seves costes.
L'any 2021 les ribes del mar de Màrmara es van veure desfigurades pel mucílag -anomenat com a 'moc de mar'- provocat, almenys en part, per l'abocament de residus no tractats a l'aigua.

## Accidents
Diversos accidents han acabat amb morts o contaminació a gran escala només en la Mar de Màrmara, excloent els Estrets, val esmentar els següents;
- 1975, el 30 de gener, l'avió de passatgers F-28-1000 Fokker Fellowship tipus Bursa de THY es va estavellar contra el mar. 41 persones van morir en l'accident.
- 1979, després de l'accident del petrolier Independenta el 15 de novembre, 714.760 barrils de petroli cru van ser cremats o barrejats amb el mar en l'incendi que va durar 27 dies. 43 persones van morir en l'accident.
- 1997, Incendi del petrolier TPAO de 1997: el 13 de febrer, el petrolier anomenat TPAO es va cremar en la Drassana Pendik durant el manteniment i la reparació. Com a conseqüència de l'incendi es van abocar a la mar 1.500 tones de fuel-oil.
- El 7 de novembre de 1999, els vaixells Semele i Shipka van xocar enfront de Yenikapı i, com a resultat de l'accident, es van vessar a la mar 10 tones de fuel-oil. El vaixell Semele es va enfonsar.
- El 29 de desembre de 1999, el petrolier anomenat Volganeft 248 es va partir en dos enfront de Florya a causa del mal temps i una d'aquestes parts es va enfonsar. S'estima que 1.500 tones de fuel-oil es van vessar en la mar deguda a l'accident.[14]

## Galeria

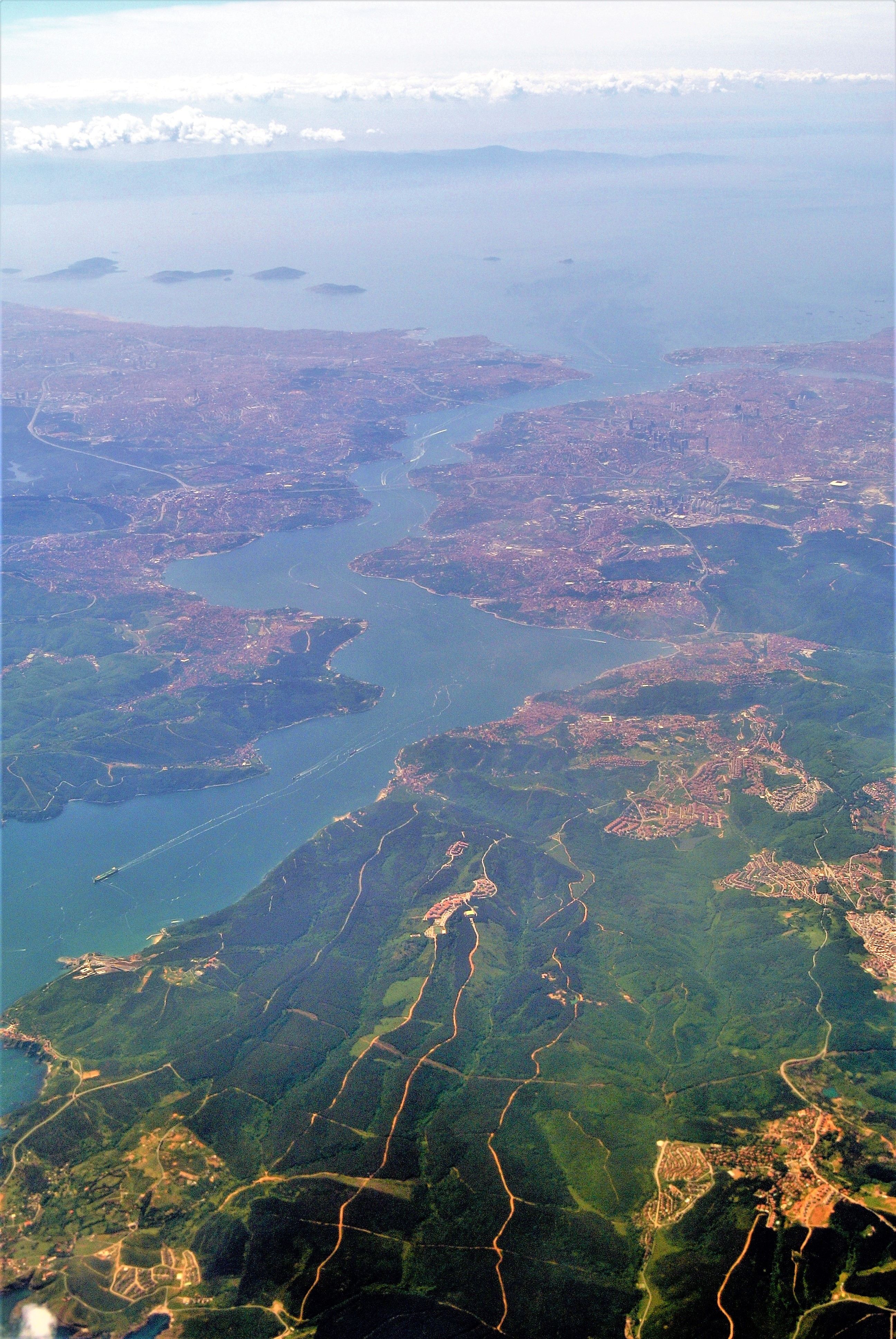
El Bòsfor amb Istanbul al fons
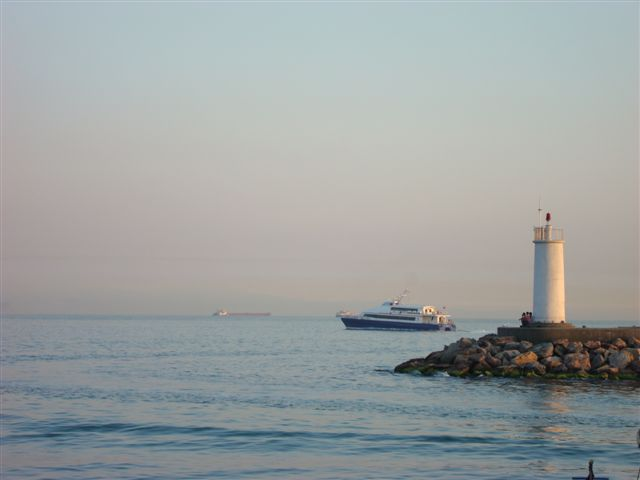
Vista del mar de Màrmara des d'Istanbul
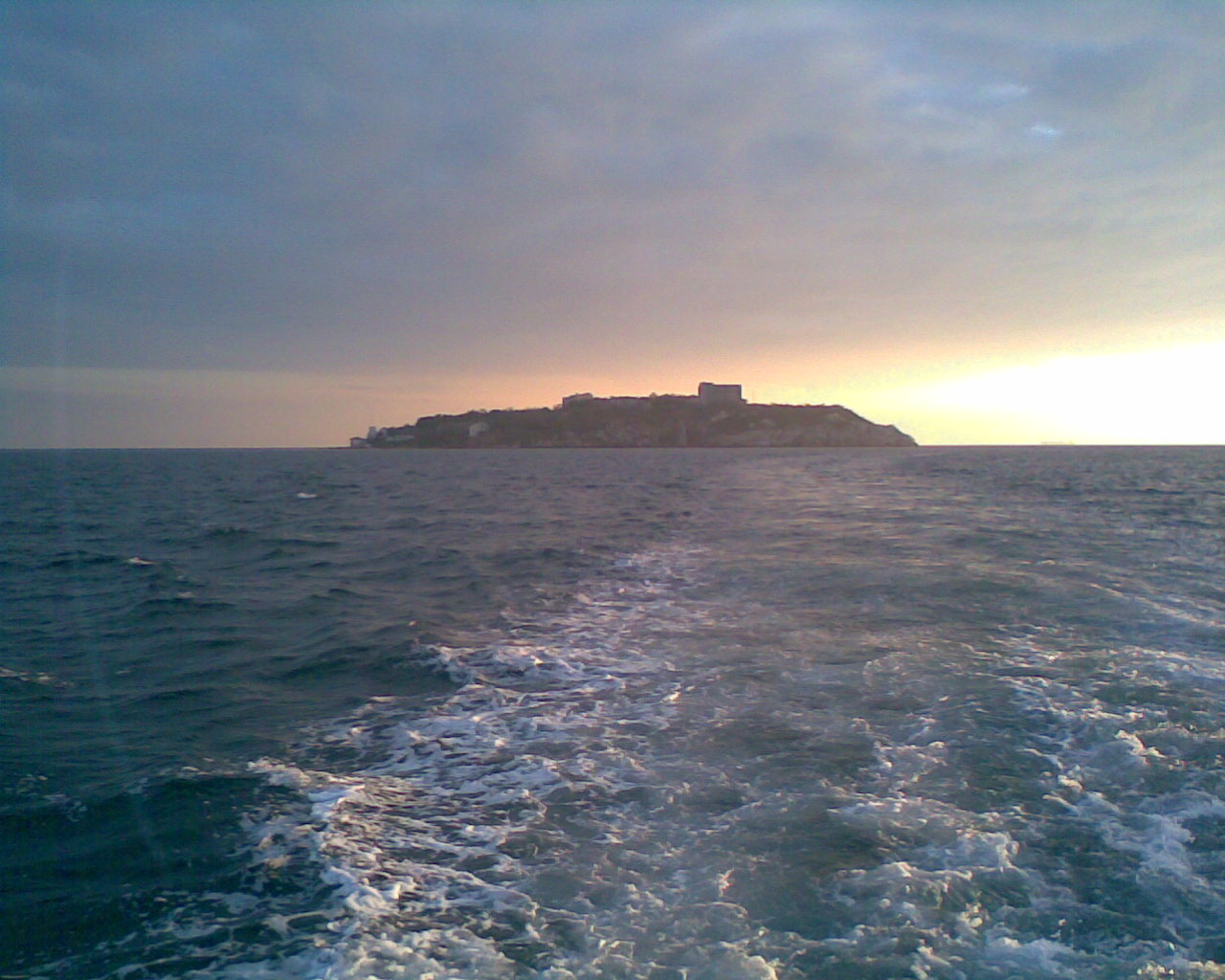
Mar de Màrmara a prop de Yassıada